# Ian Gelder
Ian Gelder (3 de junio de 1949 – 6 de mayo de 2024) fue un actor británico conocido por sus numerosos roles, incluyendo a Mr. Dekker en Torchwood: Los niños de La Tierra y a Kevan Lannister en la serie Juego de Tronos. 

## Carrera
Con la Royal Shakespeare Company, participó en puestas de Como gustéis, Enrique VI, Ricardo III, Las brujas de Salem, El mercader de Venecia, La fierecilla domada, Tito Andrónico, Privates on Parade, de Peter Nichols, y The Lorenzaccio Story.
En 2017, interpretó al dramaturgo en The Treatment, de Martin Crimp, en el Almeida Theatre. En agosto de ese año, protagonizó el episodio "I Miss the War" de la serie Queers, emitida por BBC Four en ocasión del 50 aniversario de la Ley de delitos sexuales de 1967. También participó en The March on Russia, de David Storey, en el Orange Tree Theatre. En 2018, trabajó en The Model Apartment, de Donald Margulies, en el Ustinov Studio de la ciudad de Bath.
En televisión, trabajó en la tercera temporada de Torchwood, Torchwood: Children of Earth en 2009. En 2011 interpretó a Kevan Lannister en Game of Thrones, papel que retomó tres años más tarde en la quinta y sexta temporadas. En 2020, interpretó a Zellin en el episodio Can You Hear Me? de Doctor Who.

## Vida privada
Desde 1993, Gelder estuvo en pareja con el actor Ben Daniels, a quien conoció en una puesta de Entertaining Mr Sloane.
Falleció el 6 de mayo de 2024 producto de un cáncer de las vías biliares.